# Гильем II (граф Верхнего Пальярса)

Каталонские графства в IX—XII вв

Гильем II (кат. Guillermo II de Pallars Sobirá; умер в 1035) — первый граф Верхнего Пальярса с 1011 года. Второй сын Суньера I и его первой жены Эрменгарды Руэргской.
Последнее достоверное свидетельство о Суньере I относится к его участию в соборе Нарбонской митрополии в Сео-де-Уржеле 16 ноября 1010 года. Предполагается, что он скончался или ещё в том же или в следующем году.
После смерти Суньера I графство Пальярс поделили между собой два его сына: Рамон III унаследовал Нижний Пальярс, Гильем II — Верхний Пальярс. При этом они отстранили от власти племянника отца и его соправителя Эрменгола I.
Гильем II был женат на Эстефании, дочери урхельского графа Эрменгола I и Тетберги Провансской. Дети:
- Бернардо (ум. 1049), граф Верхнего Пальярса
- Арто I (Артал), граф Верхнего Пальярса
- Рамон
- Эльдиондис.